# Olivbrauner Höhlenspanner

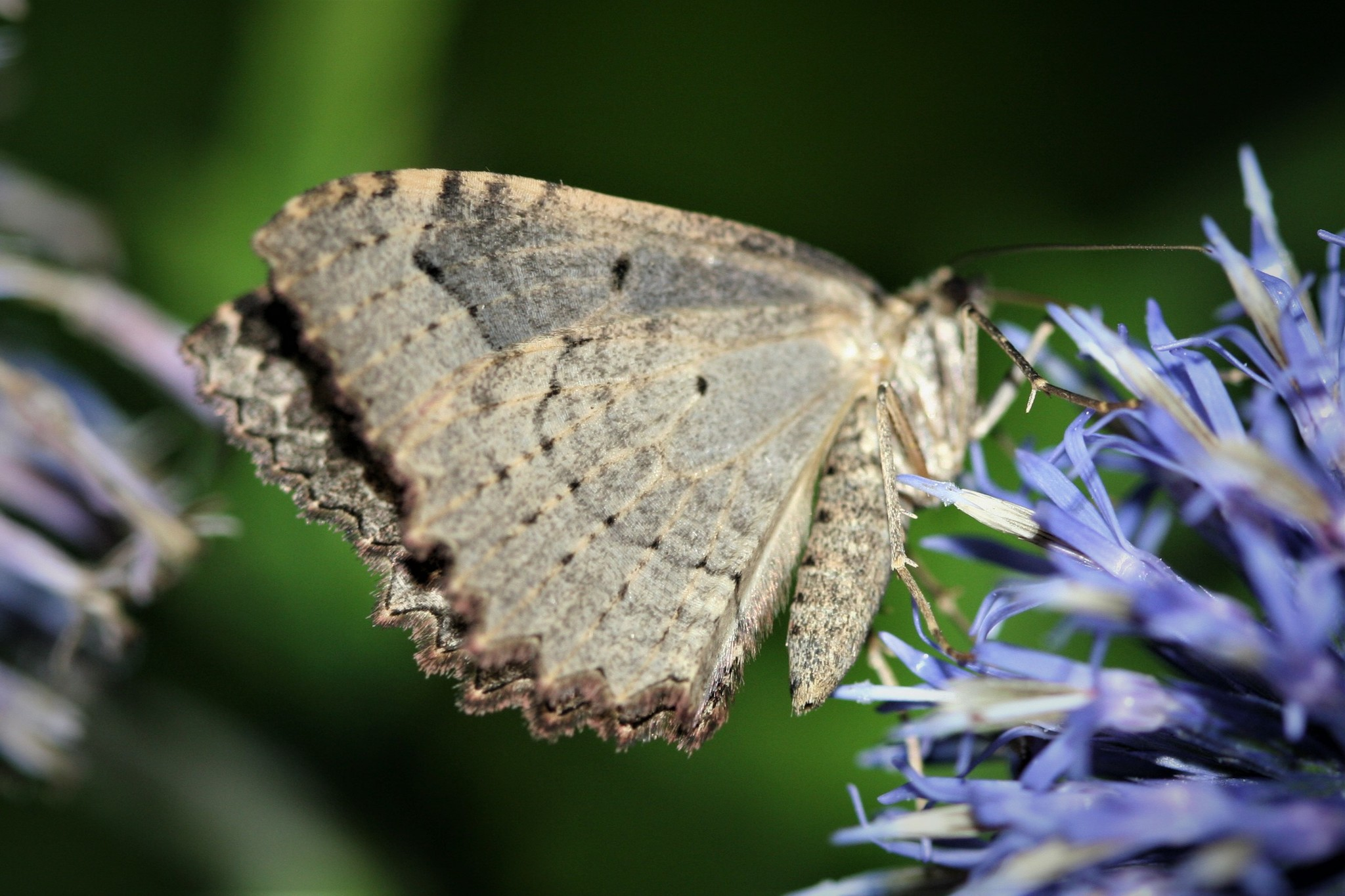
Olivbrauner Höhlenspanner (Triphosa dubitata), Flügelunterseite

Der Olivbraune Höhlenspanner (Triphosa dubitata), auch einfach Höhlenspanner genannt, ist ein Schmetterling aus der Familie der Spanner (Geometridae).

## Beschreibung

### Falter
Die Falter erreichen eine Flügelspannweite von 38 bis 48 Millimeter und sind durch sehr breite Flügel charakterisiert. Die Grundfarbe der Vorderflügel ist überwiegend olivbraun oder violettbraun. Die das dunkle Mittelfeld begrenzenden Querlinien sind nach innen meist breit schwarzviolett angelegt, so dass zwei Querbänder entstehen. Zuweilen treten auch insgesamt heller gefärbte Exemplare auf. Die Hinterflügel haben eine hell graubraune Farbe und sind mit einigen undeutlichen Querlinien versehen. Sämtliche Flügel zeigen eine gewellte, schwarze Saumlinie.

### Raupe
Erwachsene Raupen sind gelblich grün gefärbt und besitzen gelbliche Längslinien, breite gelbe Seitenstreifen, schwarze Punktwarzen sowie rötliche Stigmen.

### Puppe
Die matt braunrot gefärbte Puppe zeigt einen leichten Purpurreif, leicht vorspringende Bein- und Rüsselscheiden sowie eine schwach gegabelte Spitze und kurze seitliche Haken am kegelförmigen Kremaster.

### Ähnliche Arten
Eine gewisse Ähnlichkeit besteht zum Großen Berberitzenspanner (Hydria cervinalis), der jedoch ein wesentlich schmaleres Mittelfeld besitzt.

## Geographische Verbreitung und Vorkommen
Das Verbreitungsgebiet der Art erstreckt sich von Nordafrika, Spanien und Frankreich einschließlich der Britischen Inseln durch Russland bis zum Kaukasus und nach Ostasien, im Norden bis ins südliche Fennoskandinavien, vereinzelt auch bis Lappland, im Süden bis zur Balkanhalbinsel und nach Kleinasien. In den Alpen kommt sie noch in  einer Höhe von 2200 Metern vor. Hauptlebensraum sind warme Hänge, buschige Waldränder und Heiden sowie Gärten, Parklandschaften und Siedlungsgebiete.

## Lebensweise
Der Olivbraune Höhlenspanner fliegt in einer Generation ab Mitte Juli. Er überwintert und lebt dann noch bis in den Mai des folgenden Jahres. Bevorzugte Winterquartiere sind Höhlen, Felsspalten, geschützte, trockene Flächen unter Brücken, Straßenunterführungen, Tunnel sowie Schuppen und Häuser. Dort teilen die gesellig lebenden Tiere den Lebensraum mit der Höhlenradnetzspinne (Meta menardi), der eine Reihe von Faltern zum Opfer fallen. Vor und nach der Winterruhe ist der Nahrungsbedarf der Falter groß, weshalb sie im Herbst gerne an den Blüten des Schmetterlingsflieders (Buddleja davidii) und im Frühjahr an blühenden Weidenkätzchen (Salix) saugen. Die nachtaktiven Falter erscheinen gelegentlich auch an künstlichen Lichtquellen. Die Raupen leben im Mai und Juni. Sie ernähren sich von den Blättern verschiedener Gehölzarten, dazu zählen Kreuzdorn (Rhamnus), Faulbaum (Frangula alnus) und Schlehdorn (Prunus spinosa).

## Gefährdung
Die Art kommt in den deutschen Bundesländern in unterschiedlicher Anzahl vor und wird auf der Roten Liste gefährdeter Arten auf der Vorwarnliste geführt.